# Divinatio (diritto romano)
La divinatio (in italiano Divinazione), nel processo regolato dal diritto romano istruito per il giudizio riguardante un delitto pubblico (crimen)  , era la procedura che tramite un giudizio preliminare permetteva di scegliere, tra più persone che avessero interesse a sostenere l'accusa, colui che per dignità o terzietà poteva assumere il ruolo di accusatore.
Quando ci si trovava di fronte al giudizio penale riguardante un delitto pubblico chi lo aveva denunciato poteva chiedere al magistrato il riconoscimento  della sua dignità e legittimità  a sostenere l'accusa. Il magistrato che presiedeva giudicava l'ammissibilità della richiesta in base soprattutto alla onorabilità del  postulante e nel caso vi fossero più richiedenti avvia la procedura della divinatio.
Coloro che rimanevano esclusi dalla nomina potevano associarsi mediante subscriptio all'azione sostenuta dall'accusatore prescelto il quale, secondo la lex Acilia, doveva giurare che non avrebbe accusato il sottoposto a giudizio al solo scopo di recargli danno per suoi interessi personali. Nel caso invece che l'accusatore sostenesse in malafede l'accusa questo fatto veniva considerato, in base alla lex Remmia (anteriore all'80 a.C.), come un crimine che andava giudicato nella stessa sessione (quaestio) competente per il reato per il quale il calunniatore aveva  presentato l'accusa.